# Danje
Le Danje (prononcé [dandʒe]), aussi écrit Dande ou Dange, est un fleuve de l'Angola, long de 285 km.

## Parcours
Il prend sa source dans la municipalité de Quitexe (province d'Uíge, dans les monts de Cristal). Sur son parcours, il forme la limite entre la province d'Uíge et celle de Cuanza Nord, puis entre celle-ci et celle de Bengo. Il traverse la ville de Caxito (municipalité de Dande), puis irrigue une région agricole côtière avant de rejoindre l'océan Atlantique près de la localité de Barra do Dande. Son débit à l'embouchure est de 50 m3/s.

## Importance économique

### Énergie
Le barrage de Mabubas, construit sur le Danje, est l'une des principales sources d'énergie du nord de l'Angola.

### Irrigation
Le Danje irrigue les terres agricoles côtières de la province de Bengo.

### Pêche
Plusieurs centaines de pêcheurs prélèvent un total de 5 000 tonnes de poissons par an dans le cours inférieur du Danje (données de 1982).